# خط یک متروی بوداپست
خط یک متروی بوداپست (به مجاری: Millenniumi Földalatti Vasút یا Kisföldalatti) قدیمی‌ترین خط متروی بوداپست، جزء میراث جهانی یونسکو در مجارستان و دومین متروی قدیمی جهان پس از متروی لندن است. این خط به مناسبت هزارمین سال وطن‌گیری مجارها در ۳ مه ۱۸۹۶ توسط امپراتور اتریش-مجارستان، فرانتس یوزف افتتاح شد و در آن زمان اولین خط ریلی زیرزمینی در اروپا بود.
عبارت فولدآلاتی یا زیرزمینی فقط به خط ۱ اطلاق و به خط‌های دیگر (۲، ۳ و ۴) مترو گفته می‌شود.

## تاریخچه
یکی از کارهای برجستهٔ توسعهٔ شهری در دهه‌های آخر قرن نوزدهم طراحی خیایان آندراشی بود که طرح دقیق آن در تابستان ۱۸۷۰ آغاز و در پایان سال بودجهٔ آن توسط پارلمان تصویب شد. مدیریت شهر با برهم زدن ظاهر کلاسیک خیابان بر اثر راه‌اندازی تراموا مخالف بود و ایدهٔ خط ریلی زیرزمینی با طرح مور بالاژ رئیس وقت ادارهٔ تراموای بوداپست به اجرا درآمد. قرارداد ساخت این خط به زیمنس و هالسکه سپرده شد تا برای نمایشگاه بین‌المللی ۱۸۹۶ بوداپست به مناسبت هزارمین سال ورود مجارها به حوضه پانونی آماده شود.

## نگارخانه

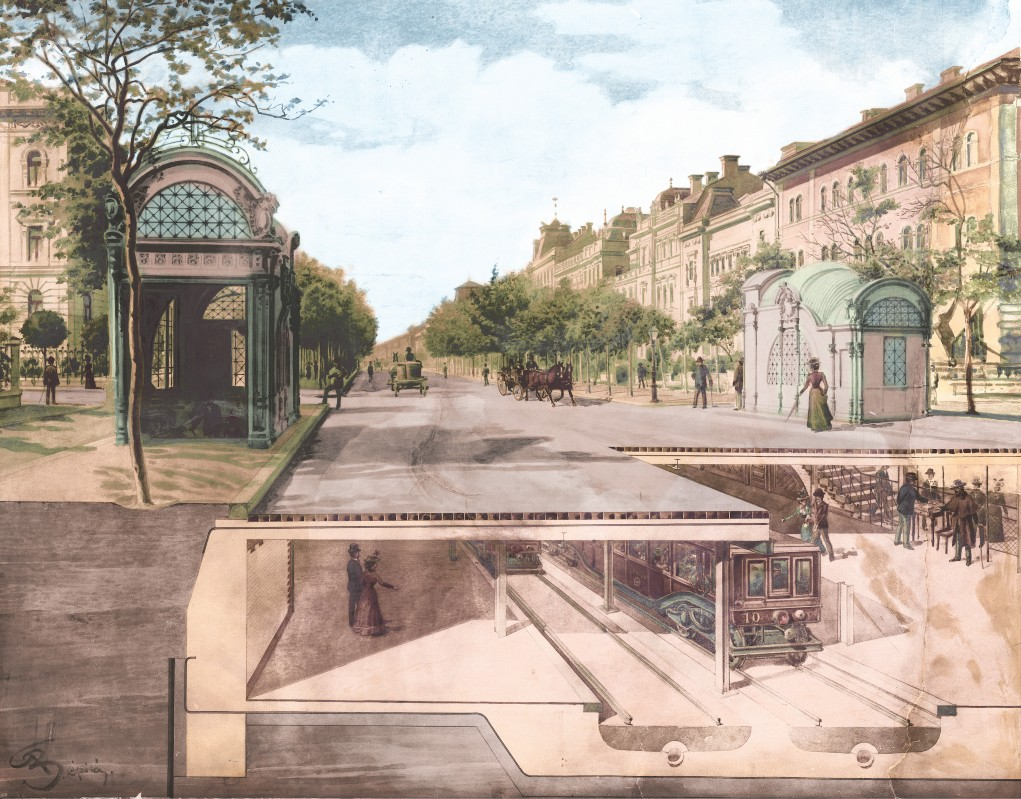
خیابان آندراشی (۱۸۹۶)
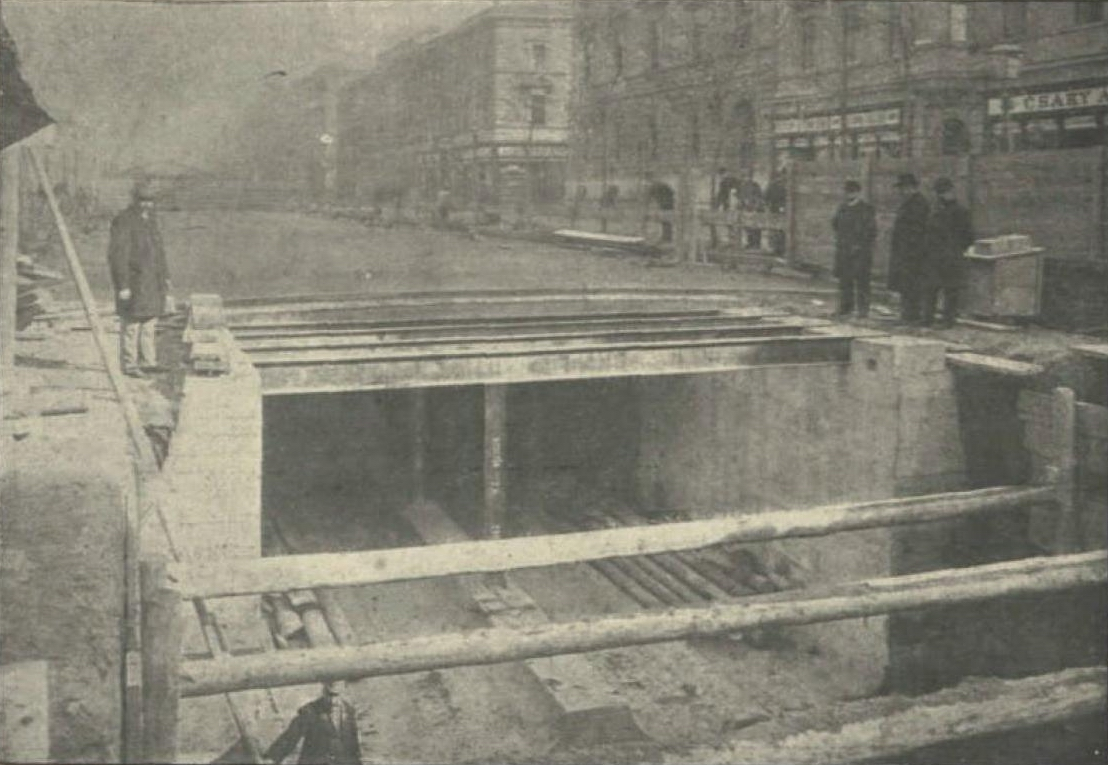
مراحل ساخت مترو
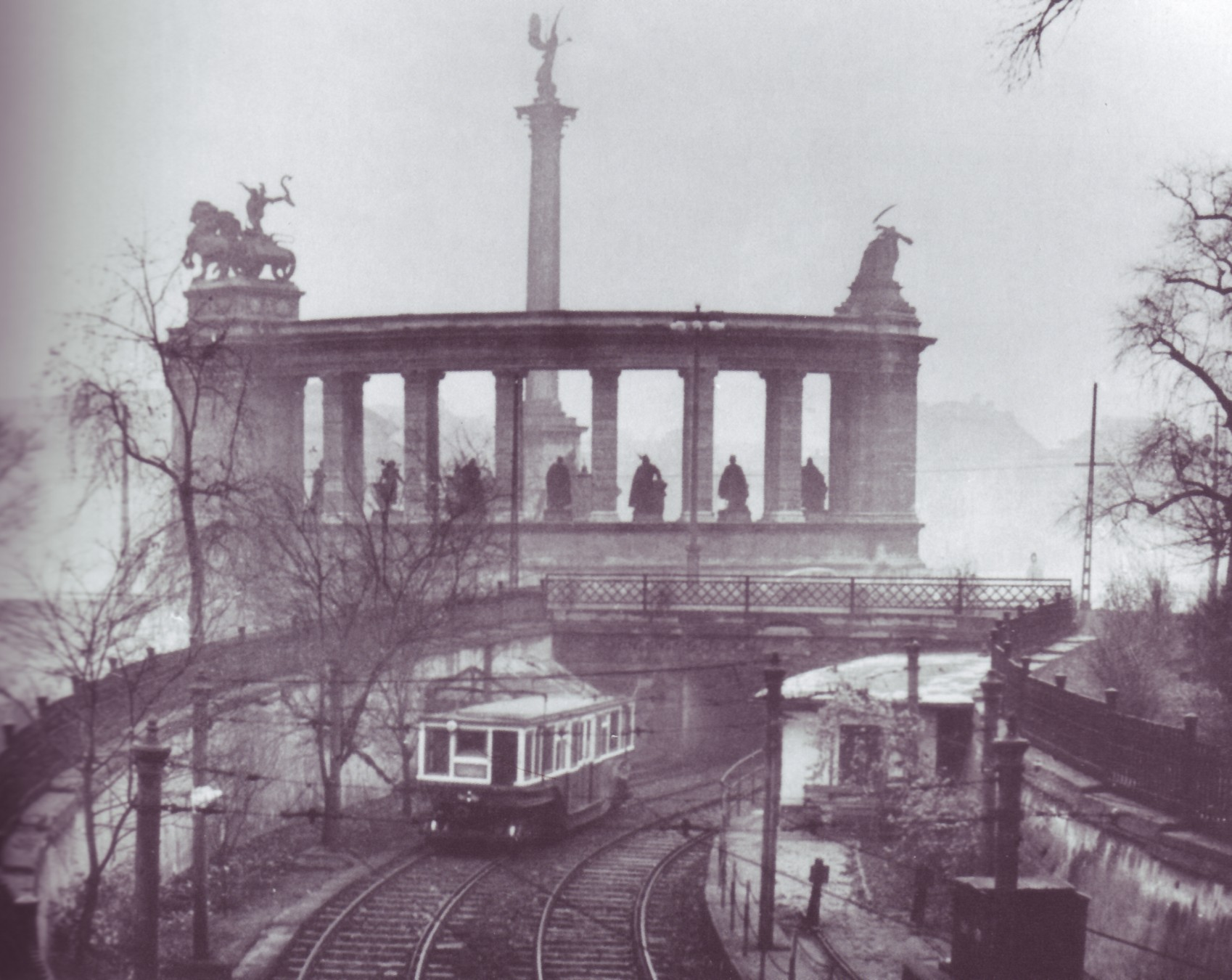
قطار در میدان قهرمانان (پیش از ۱۹۷۳)
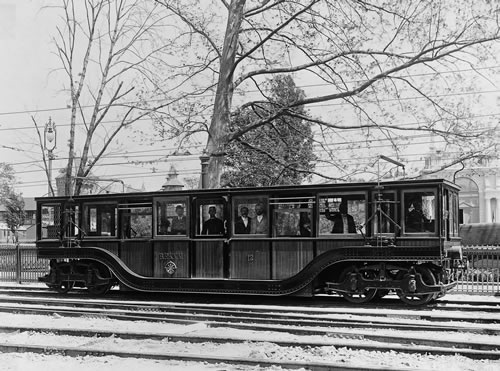
ماشین ریلی اصلی
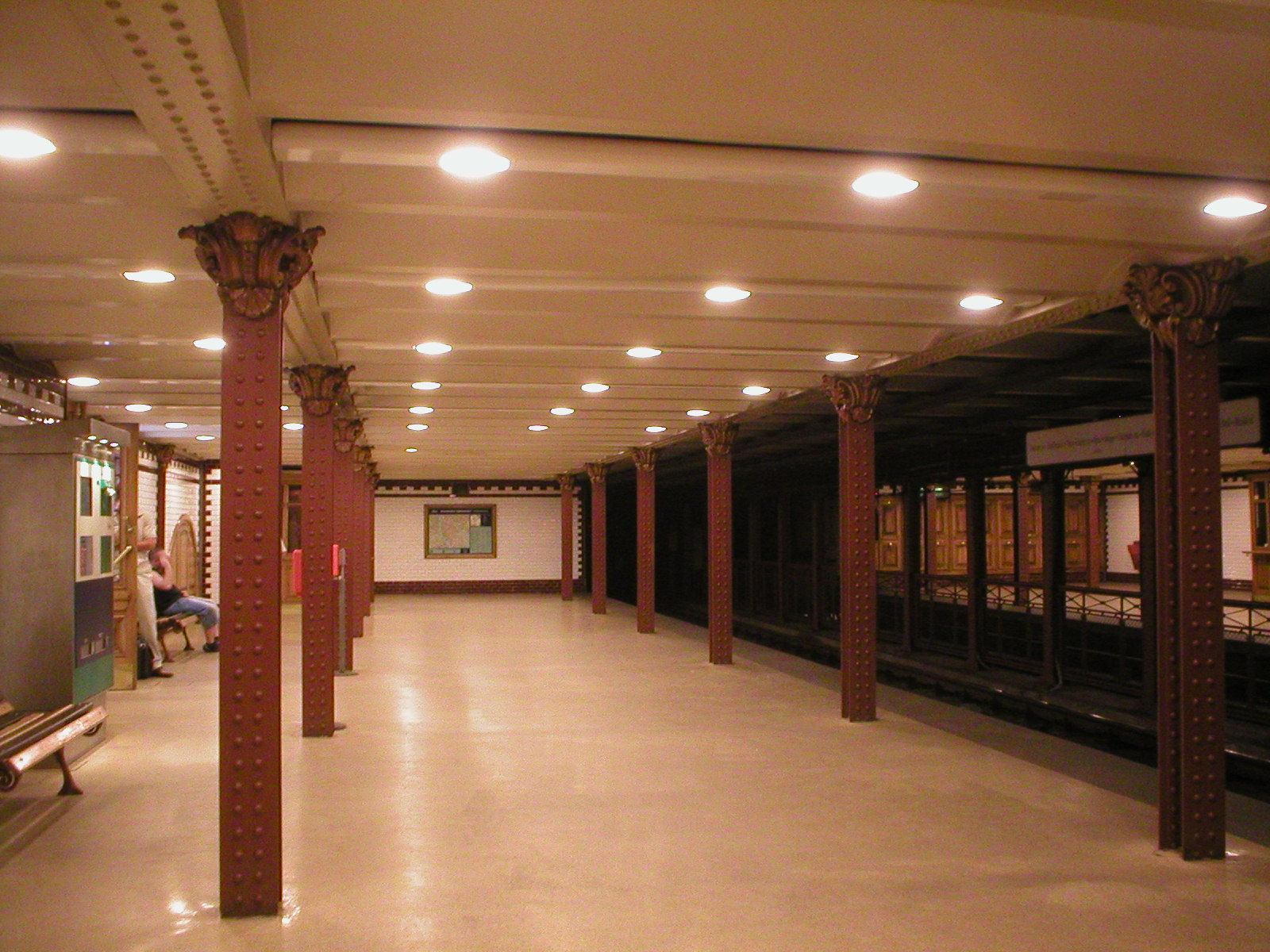
ایستگاه اپرا
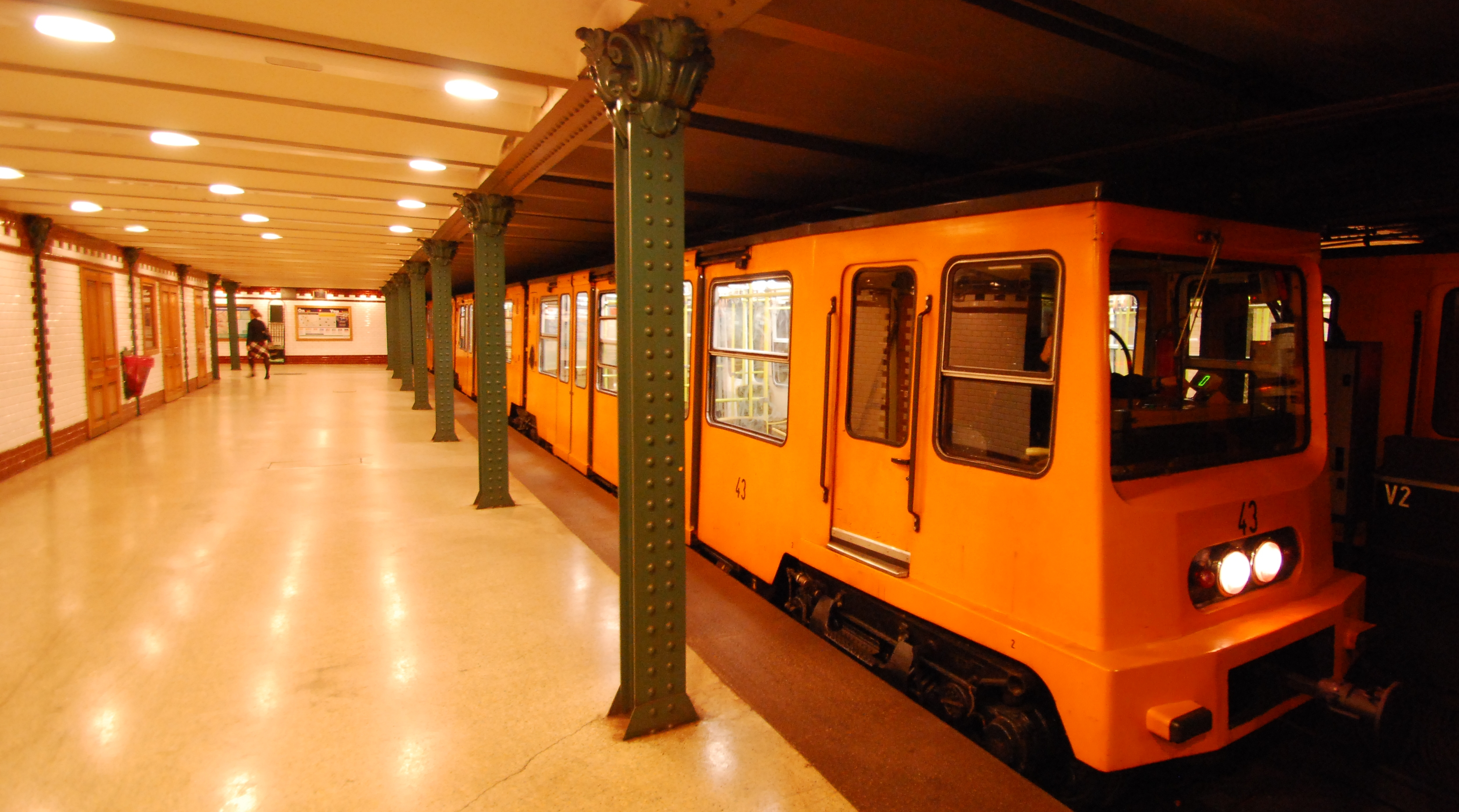
میدان ووروش‌مارتی
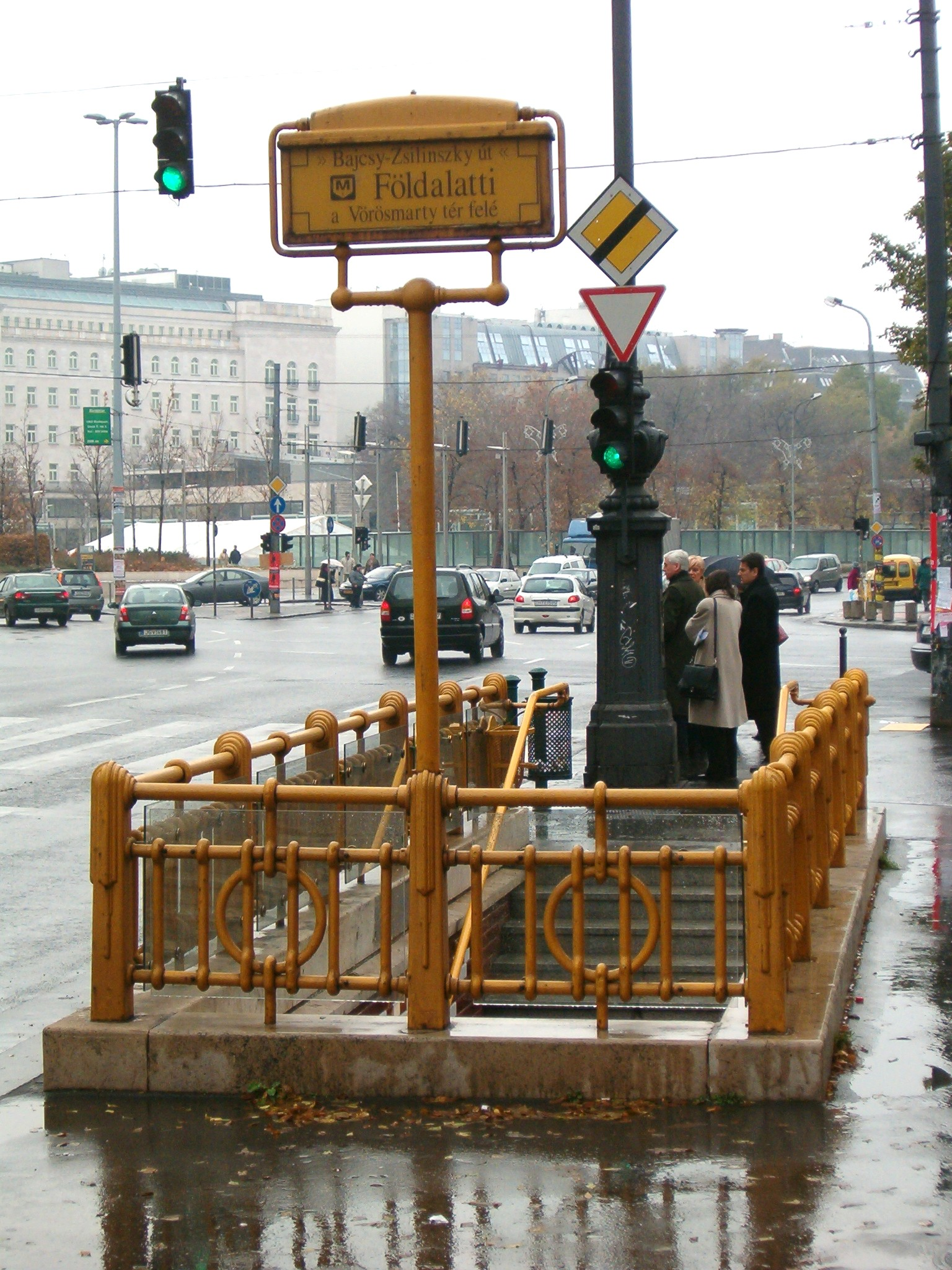
ایستگاه بایچی-ژیلینسکی
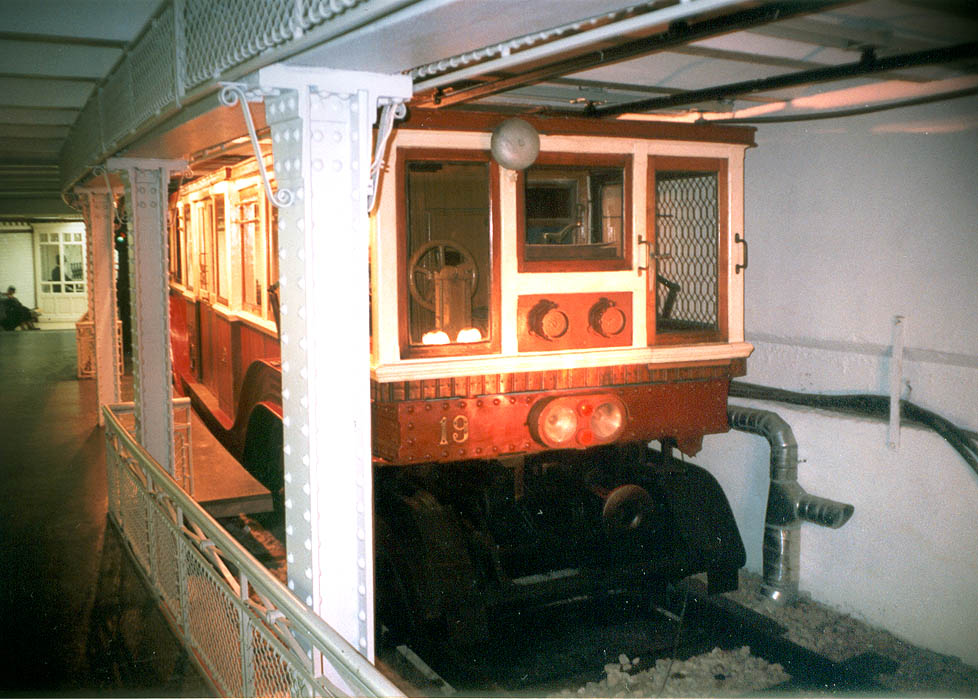
ماشین ریلی قدیمی در موزه
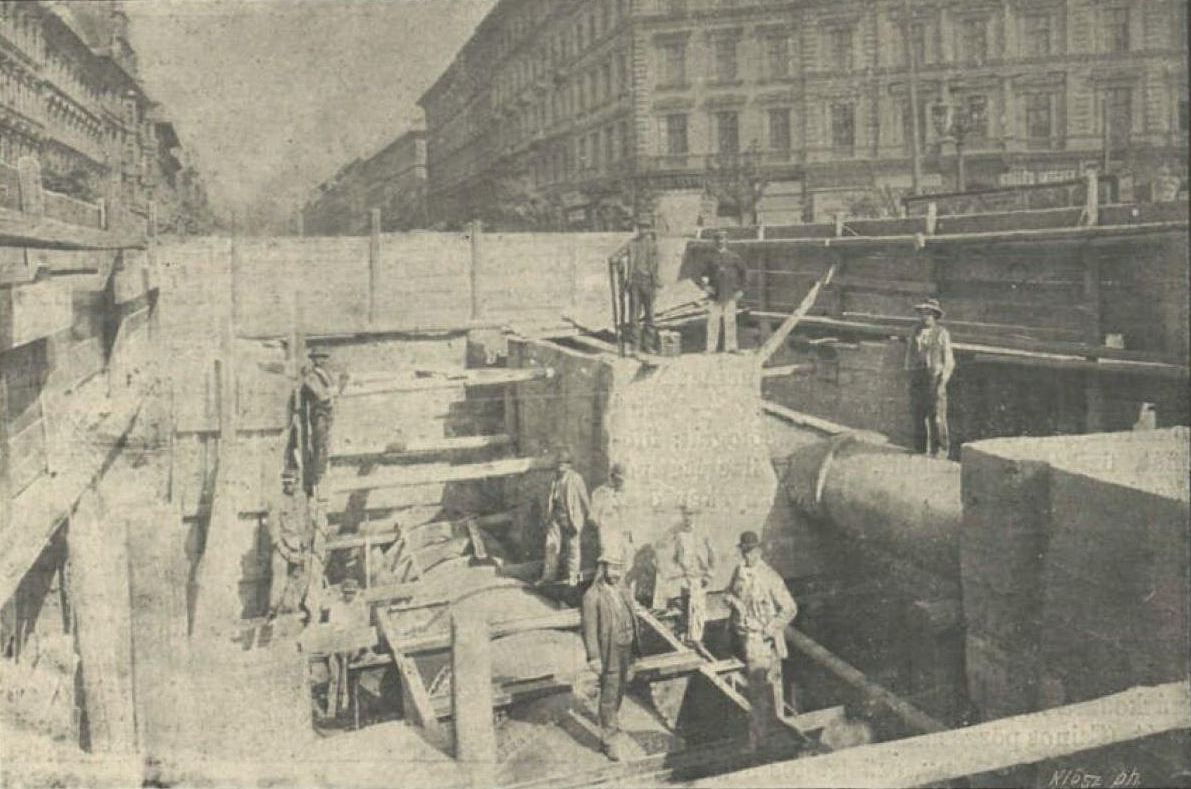
مراحل ساخت در میدان اُکتوگون

## توضیحات
1. ↑  földallati
2. ↑  (به مجاری: Balázs Mór)